# Falsomelanauster strandiellus
Falsomelanauster strandiellus là một loài bọ cánh cứng trong họ Cerambycidae.